# Трёхступенчатый VTEC
Трёхступенчатый VTEC (Three-stage VTEC) — многоступенчатая реализация технологий Honda VTEC и VTEC-E (Dual VTEC), реализуемая в некоторых двигателях Honda D с 1995 года. Она позволяет двигателям достичь как топливной экономичности, так и мощности. VTEC-E — форма VTEC, которая закрывает один впускной клапан на низких оборотах, чтобы обеспечить хорошую экономичность при низких уровнях мощности, в то время как «VTEC» — режим, который позволяет увеличить мощность на высоких оборотах, обеспечивая при этом относительно эффективную производительность на «нормальных» рабочих скоростях.

## Этап 1 — 12 клапанов (VTEC-E)
Система VTEC-E была разработана для достижения лучшей экономии топлива за счёт производительности. Двигатель работает в «12-клапанном режиме», где один впускной клапан на цилиндр в 16-клапанном двигателе остаётся, в основном, закрытым для достижения сгорания обедненной смеси. В режиме сгорания обедненной смеси отношение воздуха к топливу превышает стехиометрическое соотношение 14,7:1 и, таким образом, обеспечивает дополнительную экономию топлива. В двигателе, работающем на более низких оборотах, меньшая площадь впускного клапана заставляет заданный объём воздуха поступать в камеру сгорания как можно быстрее. Это приводит к тому, что топливо лучше распыляется и, следовательно, сгорает гораздо эффективнее. В среднем 30 км/л может быть достигнуто при обедненной смеси при постоянной скорости 60 км/ч.

## Этап 2 — 16 клапанов
При частоте около 2500 об/мин двигатель способен переключаться в 16-клапанный режим, что характерно для классических двигателей. Первый соленоид VTEC открывается и направляет масло к скользящему штифту, который соединяет коромысла впускных клапанов с лепестком первого впускного клапана. Таким образом, все два впускных клапана движутся по нормальному профилю этого лепестка. Производительность двигателя аналогична характеристикам двигателей без VTEC. Этот режим подходит для средних оборотов.

## Этап 3 — 16 клапанов (VTEC)
От ~5200 об/мин до ограничителя оборотов включается кулачок двигателя с высоким подъёмом. Высокая подъёмная сила снижает ограничение, обеспечивая максимальный поток воздуха.